# John Cassidy (Eisschnellläufer)
John Philip Cassidy (* 7. Juni 1952 in Montreal) ist ein ehemaliger kanadischer Eisschnellläufer.
Cassidy trat international erstmals bei der Sprintweltmeisterschaft 1970 in West Allis in Erscheinung, wo er den 29. Platz errang. Bei seiner einzigen Teilnahme an Olympischen Winterspielen im Februar 1972 in Sapporo kam er auf den 30. Platz über 500 m und belegte in der Saison 1972/73 bei der Mehrkampfweltmeisterschaft 1973 in Deventer den 35. Platz im Großen Vierkampf sowie bei der Sprintweltmeisterschaft 1973 in Oslo den 28. Rang. Letztmals international startete er bei der Sprintweltmeisterschaft 1975 in Göteborg, wo er den 32. Platz errang.

## Persönliche Bestzeiten
| Disziplin | Zeit        | Datum            | Ort               |
| --------- | ----------- | ---------------- | ----------------- |
| 500 m     | 41,00 s     | 2. Februar 1974  | Davos             |
| 1000 m    | 1:24,34 min | 8. Februar 1975  | Inzell            |
| 1500 m    | 2:09,78 min | 10. Januar 1973  | Cortina d’Ampezzo |
| 3000 m    | 4:36,87 min | 2. Dezember 1972 | Inzell            |
| 5000 m    | 8:05,27 min | 2. Dezember 1972 | Inzell            |